# Мордвинов, Аркадий Григорьевич

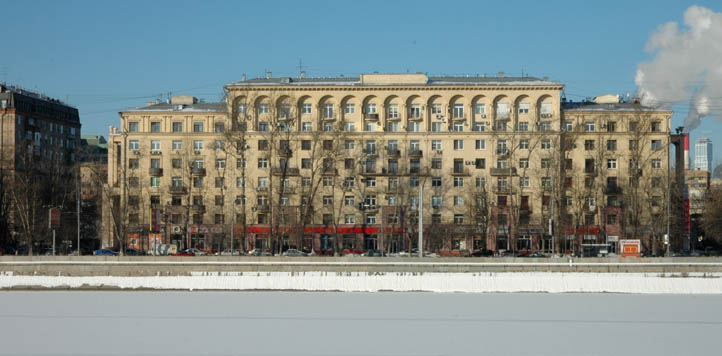
Москва, дом № 32 по Фрунзенской набережной, построенный по проекту А. Г. Мордвинова

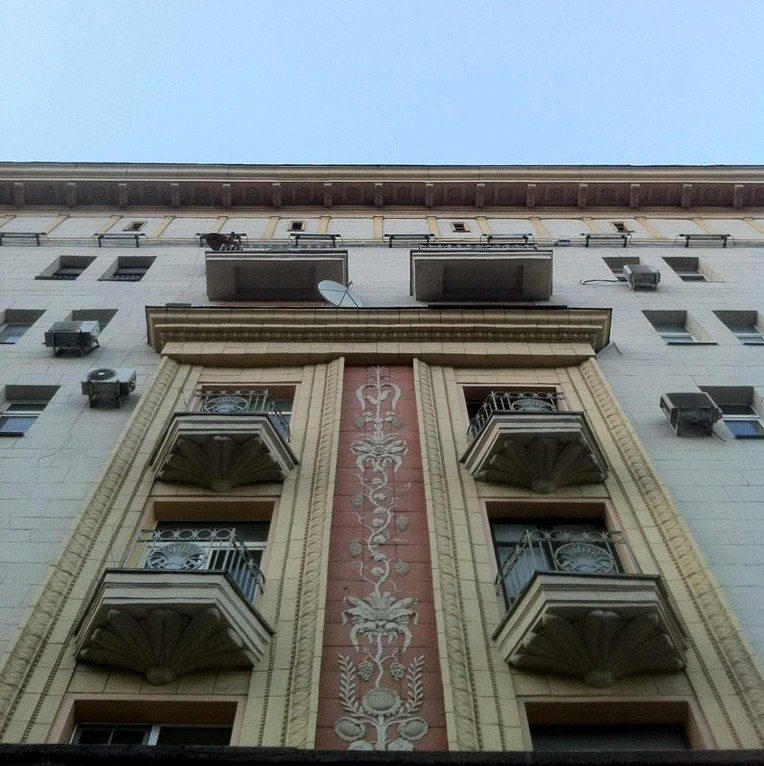
Жилой дом на Тверской улице в Москве (1938)

Арка́дий Григо́рьевич Мордви́нов (настоящая фамилия — Мордвишев (по другим данным — Мордвишов); 15 [27] января 1896, Журавлиха, Пеля-Хованский сельсовет — 23 июля 1964, Москва) — советский архитектор. Лауреат двух Сталинских премий (1941, 1949). Президент Академии архитектуры СССР (1950—1955). Член РКП(б) с 1919 года.

## Биография
Родился в селе Журавлиха (ныне Починковского района Нижегородской области). Сын иконописца. Детские годы провёл в селе Вареж под Павловом. Окончил инженерно-строительный факультет МВТУ в 1930 году. Ранние работы Мордвинова относятся к конструктивизму, например, здание почтамта в Харькове, однако в 1929 году он стал одним из организаторов объединения ВОПРА, выступавшего против представителей авангардистских течений в советской архитектуре. В частности, Мордвинов обрушился с резкой критикой на И. И. Леонидова, обвинив архитектора во вредительстве, а его творчество назвал «леонидовщиной» — «мелкобуржуазным направлением в архитектуре». В начале 1930-х годов работал заместителем руководителя архитектурно-проектной мастерской № 3 Архплана Моссовета (руководитель мастерской — И. А. Фомин); входил в состав постоянного архитектурного совещания Совета строительства Дворца Советов при Президиуме ВЦИК.
Председатель Комитета по делам архитектуры при Совете министров СССР (1943—47).
Президент Академии архитектуры СССР в 1950—1955.
Инициатор поточно-скоростного строительства жилых домов, применённого в Москве на улицах Горького (1937—1939); Ленинском проспекте, (1939—1940); Большой Полянке (1940); набережных Москвы-реки (1940—1941); Новинском бульваре (1939—1941).
Среди других работ Мордвинова — гостиница «Украина» совместно с В. К. Олтаржевским и др., 1957.
Умер 23 июня 1964 года. Похоронен в Москве на Новодевичьем кладбище (участок № 6).

### Награды и премии
- Сталинская премия второй степени (1941) — за архитектуру жилых домов на Большой Калужской улице в Москве[4]
- Сталинская премия первой степени (1949) — за архитектурный проект высотного здания гостиницы «Украина» на Дорогомиловской набережной в Москве[5]
- орден Ленина (13.07.1940) — за успешную работу по осуществлению генерального плана реконструкции города Москвы[6]
- два ордена Трудового Красного Знамени

## Реализованные проекты
- Центральный почтамт в Харькове (1927—1930)[7];
- Гостиница «Украина» (совместно с В. К. Олтаржевским и др.,) (1953—1957);
- Прокладка (с соавторами) и застройка Комсомольского проспекта в Москве (1958—65);
- Комплекс жилых домов по Краснохолмской набережной на месте Новоспасского монастыря (1937); реализован частично — построены дома №№ 3 корпус 1, 3 корпус 2 по Новоспасскому проезду; № 2 по Саринскому проезду[8].
- Жилые дома на Тверской улице (быв. ул. Горького) в Москве (№ 2, 4, 6, 8, 15,17) (1937—1940 гг.);
- Комплекс жилых домов на Фрунзенской набережной в Москве (№ 26, 32, 34) (1939).
- Комплекс жилых домов на Ленинском проспекте в Москве (№ 12, 16 — 28) (1939—1940)

## Семья

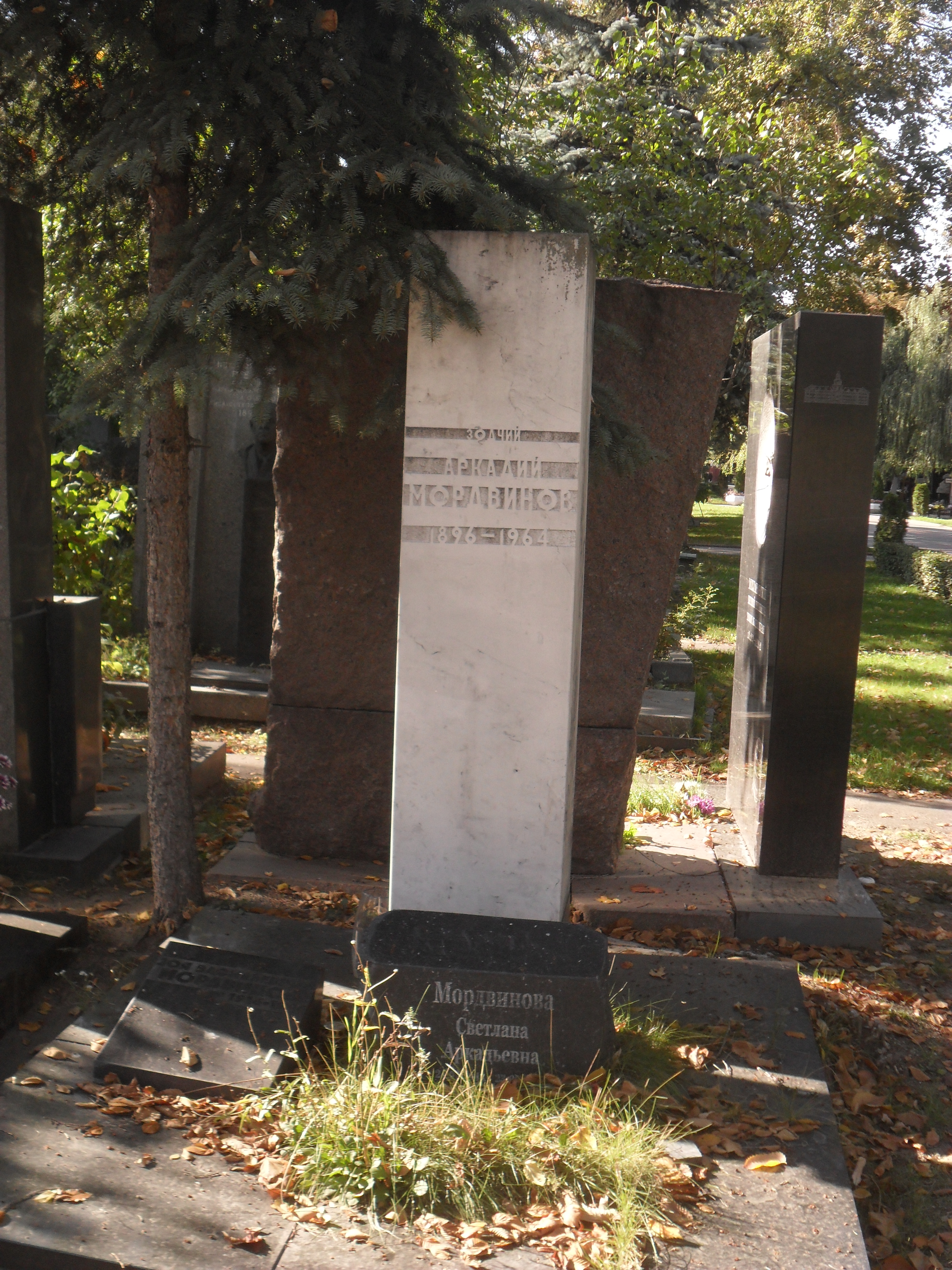
Могила Мордвинова на Новодевичьем кладбище Москвы.

- жена — Мордвинова Зоя Васильевна (1916—1996), техник-чертёжник.
- дочь — Мордвинова Светлана Аркадьевна (1948—2011), орнитолог.